# 午桥
午桥，位于中国福建省福州市仓山区盖山镇阳岐村的上岐村和下岐村两村之间，是一座宋代古桥，石构平梁，跨溪而筑，南北走向，宋朝元祐四年（1089年）由尼戒圆募造，用花岗石砌筑，4墩5孔，长34米，宽3.25米。桥面古榕覆盖，桥栏有“午桥古迹”石刻。
1983年8月31日列为福州市文物保护单位。